# ヌーネス・バレト
ジョアン・ヌーネス・バレト（João Nunes Barreto、1520年 - 1571年8月10日）は、ポルトガルのイエズス会宣教師。名はベルヒオール（Belchior、メルヒオール (Melchior)とも）とも表記される。

## 経歴・人物
ポルトに生まれ、コインブラ大学卒業後にイエズス会士となる。1551年にポルトガル領インドに派遣され、当時同地に滞在していた同じイエズス会スペイン人宣教師のフランシスコ・ザビエルよりバサイン学院の院長に任命された。
1553年にイエズス会の東インド管区長を務め、1556年（弘治2年）に同郷のガスパル・ヴィレラと共に来日し同年帰国するまで布教活動やその地区の視察に携わった。